# Frain
Frain település Franciaországban, Vosges megyében. Lakosainak száma 125 fő (2022. január 1.). Frain Martigny-les-Bains, Morizécourt, Serocourt és Tignécourt községekkel határos.

## Népesség
A település népességének változása:
| Lakosok száma | 139  | 133  | 129  | 128  | 126  | 125  | 126  | 125  |
|               | 2013 | 2015 | 2017 | 2018 | 2019 | 2020 | 2021 | 2022 |